# Bellegems Witbier
Bellegems Witbier is een Belgisch witbier van hoge gisting.
Het bier wordt sinds 2008 gebrouwen in Brouwerij Omer Vander Ghinste te Bellegem.
Het is een stroblond troebel witbier met een alcoholpercentage van 5%.